# بلدة يونيون (مقاطعة برانش)
يونيون، مقاطعة برانش (بالإنجليزية: Union Township, Branch County, Michigan)‏ هي بلدة تقع بولاية ميشيغان في الولايات المتحدة. تبلغ مساحتها 93.3 (كم²)، وترتفع عن سطح البحر 287 م، بلغ عدد سكانها 2868 نسمة في عام تعداد الولايات المتحدة 2010 حسب إحصاء مكتب تعداد الولايات المتحدة وتصل الكثافة السكانية فيها 31.2 نسمة/كم2.

## وصلات خارجية
- The US50 - Cities and Towns in Michigan State
- Michigan Cities and Towns, Facts, Map, Flag, Colleges, Government, and More